# Melinaea romualdo
Melinaea romualdo är en fjärilsart som beskrevs av Fox 1965. Melinaea romualdo ingår i släktet Melinaea och familjen praktfjärilar. Inga underarter finns listade i Catalogue of Life.